# Poliopastea indistincta
Poliopastea indistincta är en fjärilsart som beskrevs av Butler 1876. Poliopastea indistincta ingår i släktet Poliopastea och familjen björnspinnare. Inga underarter finns listade i Catalogue of Life.